# Iscadia aperta
Iscadia aperta är en fjärilsart som beskrevs av Walker 1857. Iscadia aperta ingår i släktet Iscadia och familjen trågspinnare. Inga underarter finns listade i Catalogue of Life.